# Manggabora
Manggabora is een geslacht van haften (Ephemeroptera) uit de familie Leptophlebiidae.

## Soorten
Het geslacht Manggabora omvat de volgende soorten:
- Manggabora wapitja